# Guldgravere
Guldgravere er en amerikansk stumfilm fra 1921 af Frank Urson.

## Medvirkende
- Wallace Reid som Teddy Darman
- Lois Wilson som Dora Wade
- Alexander Brown som John Wade
- Frank Geldert som Calthorpe Masters
- Lucien Littlefield som Silas Hoskins
- Clarence Geldart som Silverby Rennie
- Buddy Post